# Лауричелла, Джованни
Джованни Лауричелла (итал. Giovanni Lauricella; род. 11 января 2007) — итальянский футболист, полузащитник клуба «Эмполи».

## Клубная карьера
Мантини — воспитанник клубов «Сассуоло» и «Эмполи».

## Международная карьера
В 2024 году в составе юношеской сборной Италии Лауричелла принял участие в юношеском чемпионате Европы на Кипре. На турнире он сыграл в матчах против сборных Польши, Швеции, Англии и Португалии.

## Достижения
Международные
 Италия (до 17)
- Победитель чемпионата Европы (до 17 лет) — 2024